# 延曆寺
延曆寺是位于滋賀縣大津市坂本本町的一個寺院。位于比叡山內。不少名僧出身該寺，有「日本佛教之母山」的美稱，由於在戰國時代曾因庇護淺井長政跟朝倉義景的軍隊而遭織田信長在1571年率軍焚燬，所以也常在宗教、歷史文學作品中出現。該寺於1994年被聯合國教科文組織列為世界文化遺產。
2010年5月21日，延历寺初代座主義真彩色肖像畫，在京都仁和寺被確認尋獲。由於比叡山遭大名織田信長焚毀後損失許多史料與文物，這回發現天台座主義真肖像畫很具歷史意義。

## 關連項目
- 天台座主
- 比叡山
- 日吉大社
- 山王神道（日语：山王神道）
- 石清水八幡宮
- 鬼門
- 台密
- 寬永寺
- 輪王寺
- 山科本願寺

## 外部連結
- 比叡山延曆寺 （页面存档备份，存于）

35°04′14″N 135°50′28″E / 35.07056°N 135.84111°E